# ویاچا
ویاچا (به اسپانیایی: Viacha) یک شهر در بولیوی است که در Viacha Municipality واقع شده‌است. ویاچا ۴٫۷ کیلومتر مربع مساحت و ۳۸٬۴۵۷ نفر جمعیت دارد و ۳٬۸۷۱ متر بالاتر از سطح دریا واقع شده‌است.